# Tayfun Taşdemir
Tayfun Taşdemir (* 5. November 1975 in Muş) ist ein türkischer professioneller Karambolagespieler und Weltmeister in der Disziplin Dreiband.

## Karriere
Nach Semih Saygıner gilt Taşdemir als der erfolgreichste türkische Spieler im Dreiband. Mit ihm zusammen hat er zweimal die Dreiband-Weltmeisterschaft für Nationalmannschaften gewonnen. Ein drittes Mal gelang ihm das 2011 mit Lütfi Çenet. Das erste Einzelturnier des Dreiband-Weltcup konnte er im August 2015 in Vietnam gewinnen, vorher hatte sich Taşdemir mehrere Zweit- und Drittplatzierungen erspielt. Dies hat ihm den Sprung unter die Top 12 der Weltrangliste ermöglicht.
Mit dem Ravensburger BC wurde Taşdemir 2013 Meister der 2. Bundesliga Dreiband und stieg somit in die 1. Bundesliga Dreiband auf. In der Saison 2014/15 wurde er mit dem Ravensburger BC Deutscher Meister in der Bundesliga. Seit 2018 spielt er für den BC Stuttgart 1891.
Bei der Dreiband-Weltmeisterschaft 2013 im belgischen Antwerpen kam er bis ins Viertelfinale, scheiterte dort jedoch an Dick Jaspers aus den Niederlanden.
Am 21. November 2021 erreichte Tasdemir bei den Lausanne Billard Masters nach einem knappen Halbfinalsieg gegen seinen Landsmann Semih Saygıner (40:39) das Finale gegen Daniel Sánchez, unterlag dem Spanier dort mit 30:40 und erhielt somit seine erste Silbermedaille beim schweizerischen Einladungsturnier. Ende des Jahres wurde er zum siebten Mal Türkischer Dreibandmeister.
Im November 2022 war er erstmals siegreich bei der Dreiband-Weltmeisterschaft. Er ist, nach Semih Saygıner 2003, der zweite Dreiband-Weltmeister. Im Halbfinale war er siegreich gegen Vorjahressieger Dick Jaspers und im Finale schlug er den Spanier Rubén Legazpi mit 50:14 in nur 15 Aufnahmen.

## Erfolge
- Dreiband-Weltmeisterschaft:  2022  2023
- Dreiband-Weltmeisterschaft für Nationalmannschaften:  2003, 2004, 2011  2013, 2014, 2015, 2018
- Dreiband-Weltcup:  2015/4, 2019/1, 2023/2  2012/1, 2013/5, 2015/4, 2018/4  2005/4, 2006/5, 2009/1, 2009/5, 2010/2, 2013/3, 2017/2, 2019/6, 2021/1
- Dreiband-Europameisterschaft (Einzel):  2010
- Dreiband-Europameisterschaft für Nationalmannschaften:  2009, 2017  2011, 2015
- Verhoeven Open 2015:
- Survival 3C Masters:  2018/1
- LG U+ Cup 3-Cushion Masters:  2019
- Lausanne Billard Masters:  2021
- Türkische Dreibandmeisterschaft:  6× zw. 2001 und 2014, 2021

Quellen: 